# John Poindexter

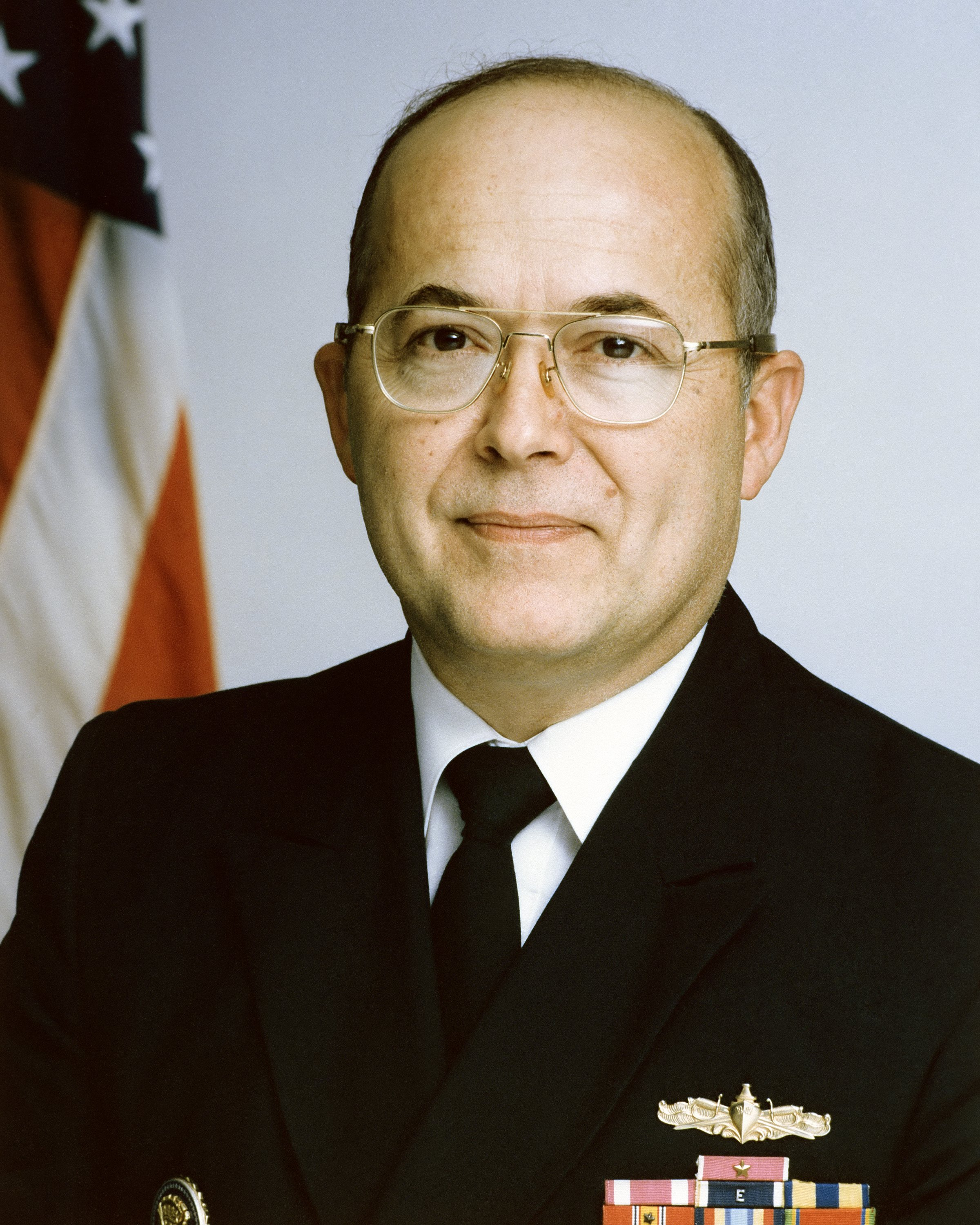
Admiral John Poindexter (1985)

John Marlan Poindexter (* 12. August 1936 in Washington, Daviess County, Indiana) ist ein US-amerikanischer Admiral, Politiker und ehemaliger hochrangiger Mitarbeiter des US-amerikanischen Verteidigungsministeriums.
Er wurde vor allem als stellvertretender Sicherheitsberater und Sicherheitsberater von US-Präsident Ronald Reagan bekannt, dem im Zusammenhang mit der Iran-Contra-Affäre Verschwörung, Betrug, Lügen vor einem Ausschuss des US-Kongresses und die Vernichtung von Beweisen vorgeworfen wurden. In jüngerer Zeit diente der Nuklearphysiker und ehemalige Navy-Admiral als Chef des von Präsident George W. Bush geschaffenen Information Awareness Office der DARPA, welches dem Pentagon untersteht.

## Ausbildung
Poindexter besuchte eine Schule in Odon. Anschließend trat er in die United States Navy ein. 1958 absolvierte er die Marineakademie in Annapolis als Bester seines Jahrgangs. Er verließ sie außerdem mit dem Abschluss Bachelor im Fach Ingenieurwissenschaften. Anschließend studierte er Kernphysik am California Institute of Technology in Pasadena. 1961 erhielt er den Master-Abschluss im Fach Physik. Von 1961 bis 1964 war er Doktorand bei dem dort lehrenden deutschen Nobelpreisträger Rudolf Mößbauer und arbeitete mit an einem Modell zum Verständnis des Mößbauer-Effekts. Er promovierte 1964 mit Auszeichnung. Das Thema seiner Dissertation lautete: „Electronic Shielding by Closed Shells in Thulium Compounds“.

## Familie
Poindexter lebt in Rockville im US-Bundesstaat Maryland. Er ist seit dem 6. Juni 1958 verheiratet mit Linda A. Godwin, die einst Priesterin der Episkopalischen Kirche war, im August 2001 aber zum katholischen Glauben konvertierte. Gemeinsam haben sie fünf Söhne, darunter den Astronauten Alan Poindexter (1961–2012). Dieser war von 1998 bis 2010 NASA-Astronaut und Pilot der Space-Shuttle-Mission STS-122 und Kommandant der Mission STS-131.

## Marine
Zwischen 1958 und 1987 diente Poindexter in der amerikanischen Marine. Nach seiner Ausbildung war er zuerst technischer Offizier (Engineering Officer), später Chefingenieur an Bord von Zerstörern. Im Zuge von mehreren Beförderungen bekam er 1971 sein erstes eigenes Kommando als Kommandant des Kreuzers USS England. 1974 wurde er Chef der 31. Zerstörerflottille. Aufgrund seiner praktischen Erfahrungen bekam er verschiedene Aufgaben auf Stabsebene und diente mehreren Marineministern als Berater, war Adjutant des Chefs der Operationsabteilung der Marine und 1978 stellvertretender Chef des Marinekommandos für Ausbildung und Training.

## Politik
Sein erstes politisches Amt bekam Poindexter 1981. Er wurde als Vertreter seiner Waffengattung Mitglied im Nationalen Sicherheitsrat der USA (NSC). Zwischen 1981 und 1983 diente er dort in verschiedenen Funktionen als militärischer Berater. Am 17. Oktober 1983 ernannte ihn Präsident Ronald Reagan zum Stellvertreter des damaligen Nationalen Sicherheitsberaters Robert McFarlane. Hauptaufgabe Poindexters war in dieser Funktion die Bekämpfung von Terroristen. So war er aktiv beteiligt am erfolgreichen Abfangen der Maschine der Egypt Air, mit der die Entführer des italienischen Kreuzfahrtschiffes Achille Lauro nach Tunis fliehen wollten. Er spielte auch eine entscheidende Rolle bei der Operation Urgent Fury, der Besetzung Grenadas 1983. Nach Aussage Reagans leistete er außerdem im Sicherheitsrat „einen wichtigen Beitrag zur Formulierung und Ausführung der außenpolitischen Ziele“.
Im Dezember 1985 ernannte Reagan ihn zum Nationalen Sicherheitsberater. In diesem Amt diente er jedoch nur ein knappes Jahr. 1986 kam es in den USA zu einer schweren innenpolitischen Krise, als bekannt wurde, dass die Regierung Waffen an den Iran geliefert hatte. Die Krise verschärfte sich noch, als publik wurde, dass die Gewinne aus dem Waffengeschäft auf illegalen Kanälen an die in Nicaragua kämpfenden Contras geflossen waren, die versuchten, die dortige Regierung zu stürzen. Der Nationale Sicherheitsrat war an der so genannten Iran-Contra-Affäre maßgeblich beteiligt, Poindexter musste als Hauptverantwortlicher sein Amt 1986 niederlegen. Während der anschließenden Untersuchung verweigerte er anfangs jede Aussage, wodurch die Aufklärung zunächst blockiert wurde.
1988 wurde Poindexter in mehreren Punkten angeklagt, darunter für die Teilnahme an einer kriminellen Verschwörung mit dem Ziel, offizielle Ermittlungen zu behindern, außerdem wurde er angeklagt, den Kongress belogen, die Regierung betrogen und Beweise vernichtet zu haben. Am 7. April 1990 sprach ihn das Gericht in allen Punkten schuldig und verurteilte ihn zu sechs Monaten Haft. Jedoch wurde die Strafe 1991 von einem anderen Gericht aufgehoben. Grund war die Überzeugung des Gerichts, dass die Beweise der Ankläger nicht hätten verwendet werden dürfen. Sie seien entwertet worden durch das Bekanntwerden der Tatsache, dass Poindexters Aussage vor dem gemeinsamen Ausschuss von Repräsentantenhaus und Senat nur dadurch zustande kam, dass man ihm Immunität versprochen hatte. Ohne diese Beweismittel war die Anklagebehörde außerstande, eine neue Hauptverhandlung zu erreichen.

## Privatwirtschaft
Zwischen 1988 und 1989 arbeitete Poindexter als Wissenschaftler bei dem Unternehmen Presearch Inc., welches sich vor allem mit dem Erstellen von Studien und Strategien für das Verteidigungsministerium beschäftigte.
1990 war er Mitbegründer von TP Systems Inc., einer Firma, die sich mit der Entwicklung von Software für Personalcomputer beschäftigte. Er war dort Chefdesigner und -programmierer bis 1996. Gleichzeitig arbeitete er von 1993 bis 1996 als Berater der Elkins Group, einem Zusammenschluss mit dem Unternehmen EDS (Electronic Data Systems) zur Entwicklung eines satellitenbasierten Liefersystems.
Von 1996 bis 2002 war er Erster Vizepräsident von Syntek Technologies, einem kleinen Unternehmen, das Verträge sowohl im Bereich Verteidigung als auch in der Privatwirtschaft hatte. Bekannt wurde das Unternehmen auch in Deutschland, als technische Berater in zentralen Positionen dem Unternehmen Cargolifter AG beratend zur Seite standen.

## Comeback
Im Dezember 2002 erlebte die politische Karriere des umstrittenen Ex-Admirals ein kurzes Comeback. Präsident George W. Bush ernannte ihn zum Direktor des Information Awareness Office (IAO). Dieses Projekt der DARPA unterstand dem Verteidigungsministerium. Wichtigste Aufgabe war das international hart kritisierte „Total Information Awareness Programm“ (vollständige Wissensbildung). Es sollte sämtliche verfügbaren Informationen über amerikanische Bürger, die zur Verhütung von Terroranschlägen dienen können, sammeln und auswerten. Kritiker befürchteten das Ende jeder demokratischen Freiheit in den USA. William Safire beschrieb das Ziel so: „Jeder Einkauf, den Sie mit einer Kreditkarte machen, jede Zeitschrift, die Sie abonnieren, und jedes Rezept, welches Sie ausfüllen, jede Website, die Sie besuchen und E-Mail, die Sie senden oder bekommen, jeder akademische Grad, der Ihnen verliehen wird, jedes Bankkonto, das Sie eröffnen, jede Reise, die Sie buchen und jede Feier, bei der Sie anwesend sind – all diese Transaktionen und Übertragungen werden in das System eingehen, welches das Verteidigungsministerium als eine 'virtuelle, zentralisierte große Datenbank' beschreibt.“
Zurücktreten musste Poindexter jedoch aufgrund eines anderen Projekts. Die Idee hieß Policy Analysis Market (PAM). Dabei wollte das Pentagon die Mechanismen der Börse nutzen, um Terroranschläge oder politische Wendungen vorherzusagen. Händler sollten im Internet darauf wetten, ob oder wann bestimmte politische Ereignisse eintreten. Wie bei Aktienoptionen sollten Gewinne anfallen, wenn die Ereignisse in einem bestimmten Zeitraum tatsächlich passieren. Anhand der Wetten, die die Händler bereit sind abzuschließen, sollte das so genannte Policy Analysis Programm vorhersagen, welche der Ereignisse wahrscheinlich sind, um so eine Art Gewaltklima-Index zu erstellen, ähnlich den diversen Befragungen von Wirtschaftsexperten, Unternehmern und Verbrauchern, mit Hilfe derer versucht wird, die Entwicklung der Wirtschaft zu erkennen. Nach heftiger öffentlicher Kritik wurde die Finanzierung gestoppt.
Im August 2003 gab Poindexter auf Druck des damaligen Verteidigungsministers Donald Rumsfeld sein Amt auf.